# Botrypus virginianus
Botrypus virginianus is een varen uit de addertongfamilie (Ophioglossaceae) met een kosmopolitische verspreiding.

## Naamgeving enetymologie
- Synoniemen: Botrychium virginianum (L.) Sw., Japanobotrychium virginianum (L.) M. Nishida, Osmunda virginiana L., Osmundopteris virginiana (L.) Small De soortaanduiding virginianus slaat op de Amerikaanse staat Virginia, waar de soort kan aangetroffen worden.
- Engels soms: Rattlesnake fern, in Noord-Amerika in gebieden waar de varen groeit en ook de ratelslang voorkomt.

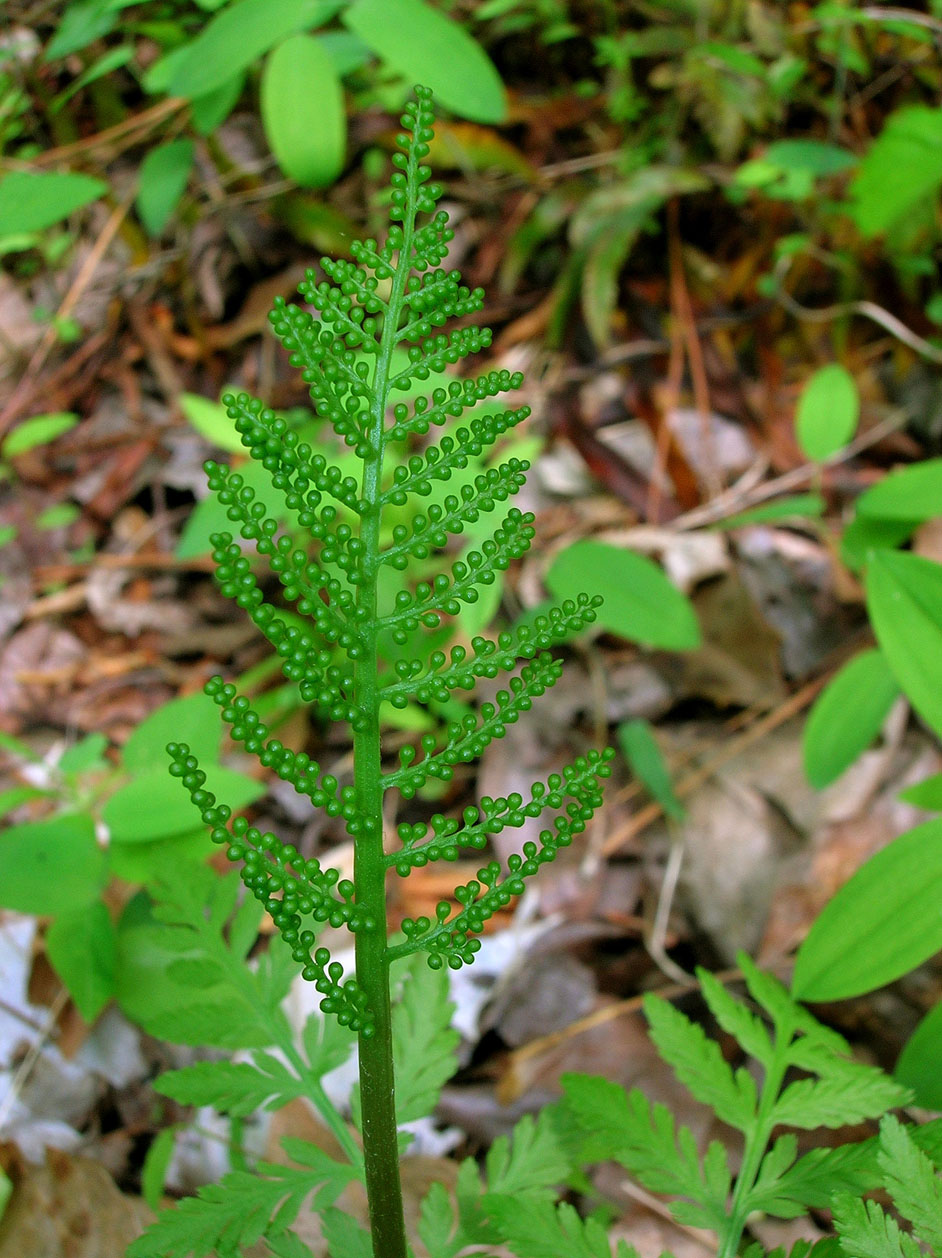
detail sporofoor

## Kenmerken
Botrypus virginianus is een overblijvende, niet-winterharde plant met een rechtopstaande rizoom en korte, vlezige wortels. Elke plant bestaat uit twee componenten, een onvruchtbare, bladvormige trofofoor en een vruchtbare sporofoor, die ingeplant is een gemeenschappelijke bladsteel. De hoogte is ongeveer 30 cm.
De trofofoor is driehoekig van vorm, drievoudig gedeeld, eerst handvormig in drie grote lobben, en verder veerdelig in kleinere deelblaadjes die zacht en groen zijn, met een gladde, ronde en groene steel die aan de basis roze of lichtbruin verkleurt. De sporofoor ontspringt op de bladsteel aan de basis van het blad, steekt ver boven het blad uit, en is eenmaal vertakt, de zijtakjes aan onder- en bovenzijde bezet met sporenhoopjes. De sporofoor is aanvankelijk groen maar verkleurt bij rijpheid naar geel.

## Evolutie
Onderzoek van Davis et al. uit 2005 heeft aangetoond dat de mitochondria van B. virginianus genetische chimaeren zijn. DNA afkomstig van een plant van de orde Santalales, waarschijnlijk een soort van de familie Loranthaceae, bekend als wortelparasieten, heeft zich omgevormd tot mitochondriaal genoom van de varen door een proces dat horizontale genoverdracht (HGT) wordt genoemd. Er wordt van uitgegaan dat deze aanpassing mee heeft geleid tot de wereldwijde verspreiding van de varen.

## Voorkomen
Botrypus virginianus is een terrestrische plant die voorkomt op voedselrijke bodems in loofbossen en bosranden, en wijd verspreid is over grote delen van Noord-Amerika, Australië en Azië (onder andere de Himalaya), maar ook in Noorwegen, Zweden en Finland.
Botrychium (Maanvaren) · Botrypus · Cheiroglossa · Helminthostachys · Japanobotrychium · Mankyua · Ophioderma · Ophioglossum (Addertong) · Sceptridium